# Concierto para guitarra (Villa-Lobos)
El Concierto para guitarra, W501 (reducción para piano: W502), es una obra para guitarra solista y pequeña orquesta escrita por el compositor brasileño Heitor Villa-Lobos en Río de Janeiro en 1951. Una interpretación dura unos 18 minutos.

## Historia
El concierto fue compuesto para el guitarrista español Andrés Segovia, a quien está dedicada la partitura. Inicialmente tenía tres movimientos y fue titulada Fantasia concertante, Villa-Lobos luego agregó una cadenza a pedido de Segovia, y cambió el título a Concierto para guitarra y pequeña orquesta. Sin embargo, según otra versión de la historia, la situación fue opuesta: Segovia habría encargado la obra con la estipulación de que no debía haber cadencia y la obra se titularía Fantasia concertante. Villa-Lobos, sin embargo, habría ignorado estas demandas, proporcionando una cadenza extendida e insistiendo en que la obra se llamara concierto.
El concierto fue interpretado por primera vez el 6 de febrero de 1956 en Houston, Texas, con Andrés Segovia como solista y la Orquesta Sinfónica de Houston, dirigida por el mismo compositor. Una reducción para guitarra y piano fue publicada en París por Max Eschig en 1955, quien también publicó la partitura completa en 1971.

## Instrumentación
La orquesta se compone de flauta, oboe, clarinete, fagot, trompa, trombón y cuerdas.

## Análisis
La obra consta de cuatro movimientos:
1. Allegro preciso – Poco meno
2. Andantino e Andante
3. Cadenza: Quasi allegro – Andante – Quasi allegro – Poco moderato
4. Allegro non troppo

El primer movimiento se construye a partir de dos motivos fuertemente contrastantes, el primero enérgico y repetitivo; el segundo lírico, basado en el estilo de ciertas melodías populares del noreste de Brasil. Una recapitulación del material inicial, transpuesto una tercera menor más aguda, es seguida por una sección de desarrollo y stretto, disminuyendo y acelerando hasta el final del movimiento.
El segundo movimiento es en forma ternaria con alteraciones de la parte de apertura de retorno (ABA '), terminando con una coda extendida. Cada una de las secciones principales se lanza en forma binaria redondeada o ternaria. La tonalidad del movimiento es Mi menor, con la parte central que comienza también en Mi (pero alternando entre Mi menor, Mi dórico y Mi frigio) y modulando a Si menor al final. Una de las modificaciones al regreso del sección A es una modulación al final en La menor. La coda hace un cambio dramático al comenzar en la tonalidad distante de La♭ mayor, pero regresa a Mi menor al final.
La cadenza está escrita en cuatro secciones sin medir con diferentes marcas de tempo (Quasi allegro - Andante - Quasi allegro - Poco moderato), y tiene una longitud tan sustancial que funciona como un movimiento separado.
El último movimiento es musicalmente más débil que los tres primeros, ya que se basa "casi exclusivamente en ciertas técnicas de creación musical sin una sustancia musical-estructural característica". Hacia el final del movimiento emergen varias modulaciones en el episodio final, en un compás de 4
4, con pasajes técnicamente brillantes para el solista. A pesar de la sólida presencia de la tonalidad de Mi menor en todos los movimientos anteriores, el final está en La menor. Combinado con un cierre melódico bastante inconcluso, el efecto final no es convincente.